# Garrett Backstrom
Garrett Backstrom (ur. 25 października 1995) – amerykański aktor.

## Filmografia
| Rok  | Tytuł                 | Rola               |
| ---- | --------------------- | ------------------ |
| 2010 | My First Claire       | chłopiec #1        |
| 2010 | The Perfect Hurl      | Tommy Kettelson    |
| 2011 | Hello Herman          | Herman             |
| 2011 | Bracia i siostry      | Andrew             |
| 2012 | Szczury laboratoryjne | Ethan              |
| 2012 | Jessie                | Vincent            |
| 2012 | The Motel Life        | Jerry Lee (16 lat) |
| 2012 | Summer Snow           | David Benson       |